# 后鳍鱼
后鳍鱼（学名：Opisthopterus tardoore）为鋸腹鰳科后鳍鱼属的鱼类。分布于印度、马来亚、印度尼西亚、台湾岛以及南海、东海等海域。该物种的模式产地在Vizagatam。